# 美国海盗党
美國海盜黨（英語：United States Pirate Party）是美國一個政黨，由佈倫特·艾利森（Brent Allison）和亞曆克斯·英格裡希（Alex English）於2006年創立。 美國海盜黨的政治綱領與全球海盜運動保持一致，支持改革著作權法規以反映開源和自由文化的價值觀；倡導提高政府透明度；主張保護隱私和公民自由。美國海盜黨還提倡循證政策、平等主義、精英政治和黑客道德，以及回退企業人格與企業福利。此外，美國海盜黨還優先倡議修改版權法和取消專利；該黨認為這些限制極大地阻礙了知識和資源的共享與擴張。
自2006年成立以來，美國海盜黨的全國組織已經歷經多次變更。最近成立的全國組織名為“海盜黨全國委員會（Pirate National Committee）”於2012年成立，是一個由各州海盜黨所組成的政黨聯盟。海盜黨全國委員會目前有5個正式會員黨和2個准會員黨。 美國海盜黨的董事會即是海盜黨全國委員會的董事會；海盜黨全國委員會的領導人被稱為“船長（Captain）”，現任船長是安東尼·傑伊（Anthony Jay）。

## 發展歷史
美國海盜黨於2006年由時為佐治亞大學研究生的佈倫特·艾利森（Brent Allison）所創立，其成立的緣由是為了響應瑞典海盜黨的成功。美國海盜黨的政治綱領主要關注版權改革和反對互聯網審查。在2007年至2008年的選舉年中，美國海盜黨嘗試在猶他州申請註冊，但因未能獲得足夠人數的支持聲明而失敗。 2011年，美國海盜黨首次在馬薩諸塞州註冊成功，這成為美國境內首個合法註冊成功的海盜黨組織。 截至2011年，海盜黨在美國全國擁有超過3000名的黨員。

### 出典
1. 1 2  . United States Pirate Party.   [2023-07-07]. （原始内容存档于2021-08-15） （英语）.
2. ↑  . United States Pirate Party.   [2023-07-07]. （原始内容存档于2023-06-07） （英语）.
3. ↑  Eli Milchman. . 連線. 2006-06-20  [2023-07-07]. （原始内容存档于2014-10-29） （英语）.
4. 1 2  . United States Pirate Party.   [2023-07-07]. （原始内容存档于2015-10-21） （英语）.
5. ↑  JACQUI CHENG. . 科技藝術. 2007-08-10  [2023-07-07]. （原始内容存档于2022-10-18） （英语）.
6. ↑  William Triplett. . Variety. 2007-08-17  [2023-07-07]. （原始内容存档于2007-11-05） （英语）.
7. ↑  Eric W. Dolan. . Raw Story. 2011-03-07  [2023-07-07]. （原始内容存档于2014-08-30） （英语）.
8. ↑  James Downie. . 新共和. 2011-01-24  [2023-07-07]. （原始内容存档于2023-02-09）.

## 外部連接
- 官方网站（英文）
- 美國海盜黨官方維基 （页面存档备份，存于）（英文）